# محطة تيجو (تاريخ)

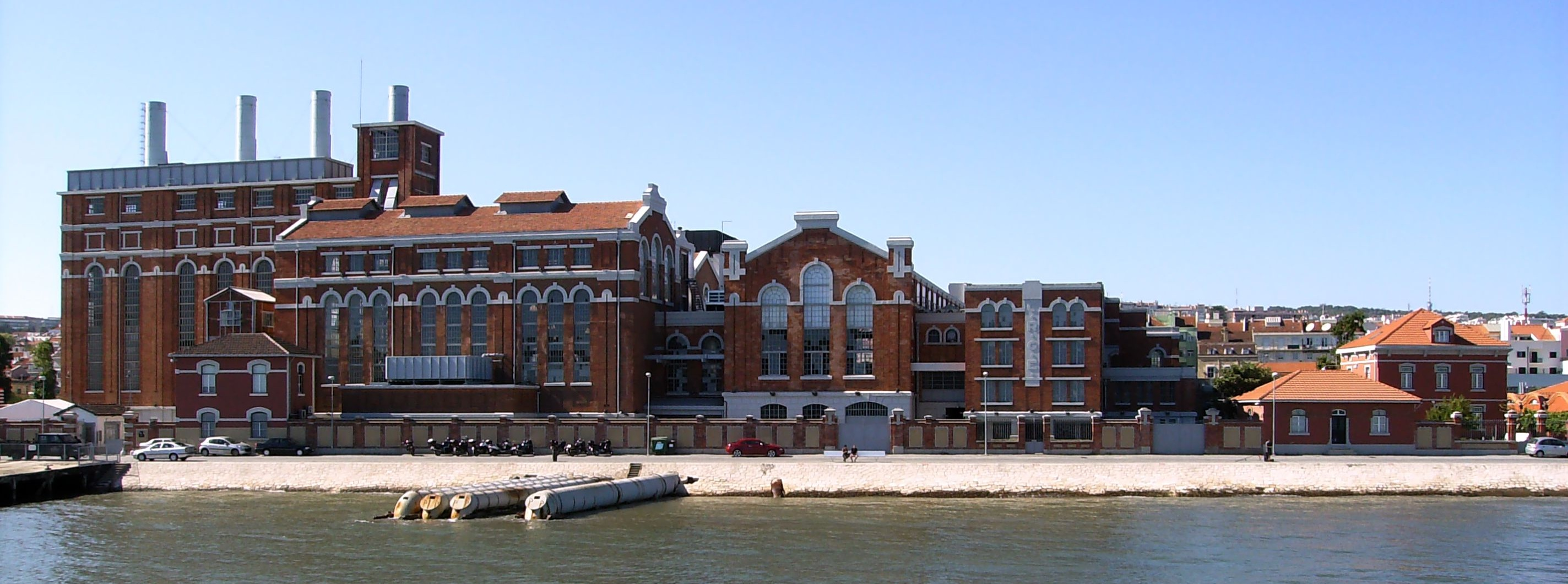

في الربع الأخير من القرن التاسع عشر، كانت لشبونة، على غرار ما حدث في المدن الأوروبية الكبرى، مدينة مزدهرة واستهلاك الكهرباء يعد من اساسيات مواكبة التحضر في المدينة: اولا بدلت الغاز بالإنارة العامة، وبعد ذلك بالمحركات الكهربائية التي بدورها اخذت مكانة مهمة في الصناعة وأخيرا وصولا إلى المنازل ليبدأ عصر جديد وهو عصر استخدام الأجهزة المنزلية الكهربائية. في العاصمة لوسا كان هناك محطتين تزودان المدينة بالكهرباء:محطة Avenida عام 1889 ومحطة Boavista عام (1903). وكان اسمائها ترتبط بأسماء الاماكن الذي انشئت فيها.ولهذا السبب وفي خلال المرحلة الاولة من مشروع محطة الطاقة الحرارية تيجو كانت تسمى المحطة في البداية باسم محطة جونكيرا لانها كانت تقع في هذه المنطقة ولكن هذا الاسم استمر فترة قليلة وتم تعديل الاسم في الاوراق الرسمية والواجهات باسم النهر الذي هو جزء من المحطة. محطة تيجو.

## محطة تيجو البدائية
المحطات الصغيرة الموجودة في العاصمة (Avenida e Boavista) قد عفا عليهم الزمن وقتها بسبب زيادة استهلاك الكهرباء وأيضا بسبب موقعها في الاحياء الحضارية وتلويثها للبيئة المحيطة بها وعدم وجود مساحة لتوسعات أخرى على غرار محطة توليد الكهرباء الجديدة. لهذة الأسباب نفسها وفي بداية عام 1908 قامت الشركة الحاصلة على امتياز توليد وتوزيع الكهرباء في لشبونة، الشركة المتحدة للغاز والكهرباء (CRGE) بالاستثمار في محطة جديدة لتوليد الطاقة الحرارية في لشبونة. وقامت بطلب التصريح لإنشاء محطة توليد جديدة للطاقة في المنطقة الصناعية والتي تمتد بين ارسينال دي مارينا وبين شاطئ ببدرووسوس في الجانب الغربي من المدينة.
المكان الذي تم اختياره كان يقع في منتصف الطريق بين قصر بيليم وبين منطقة صناعة الاحبال الوطنية لجونكيرا والتي مازالت موجودة حتى الآن. وبعد زيادة رأس المال لتمويل محطة الطاقة الحرارية الجديدة في مارس عام 1908 بدأ إنشاء المحطة التي سوف تمد لشبونة والمناطق المجاورة بالكهرباء خلال أكثر من اربع عقود.
تم تنفيذ المشروع النهائي من قبل المهندس لوسيان نوي، والذي استغل المساحة الموجودة كاملة فوضع التوربينات في المنطقة المركزية والغلايات في الجوانب. وخضع هذا المشروع لعدة تعديلات، أدت إلى إطالة فترة الإنشاء عن الموعد المحدد في البداية. والشركة المنفذة للمشروع كانت شركة Vieillard & Touzet والتي تعاقدت مع حوالى 50 عاملا في هذا المشروع.في صيف عام 1909 افتتحت المحطة رسميا حتى عام 1910 حدثت تعديلات مهمة بداخلها مثل شراء توربينات جديدة أو توسيع غرفة الغلايات وهذا استلزم بناء مدخنة جديدة بطول 36 متر على شكل هرمي مقلوب.
منذ بناء محطة جونكيرا حتى عام 1912 تم إضافة ماكينة جديدة لزيادة إنتاجها. وفي عام 1908 بدأت باثنين من المولدات كل واحد بقدرة 1 ميغا وات من محطة Boavista وست غلايات من نوع: Delaunay – Belleville ، توسعات عام 1910 شملت ادخال ثلاث توربينات جديدة Brown Boveri & Cª واستطاعت ان تزيد القدرة الانتاحية العامة إلى 7,75 ميغا وات. وأيضا تم ادخال اربع غالايات وصولا إلى أكبر قدرة بخارية. وفي عام 1912 عندما تم تدشين جميع المعدات كانت محطة تيجوالبدائية تضم خمسة عشر غلاية صغيرة Belleville وخمس مجموعات من المولدات التي زودت مدينة لشبونة بالكهرباء.
عندما تنظر اليه من الخارج، هذا المبنى الذي يضم مجموعة من الالات، يبدو مثالا للهندسة المعمارية لمحطات توليد الكهرباء الصغيرة في نهاية القرن التاسع عشر. وكانت محطات الكهرباء تتميز بطابعها الطولي مغطاة بعمودين وثلاث اجنحة، تعبير واضح للطابع الغربي وبينها مدخنتين بطول المصنع تراقبا الساحة. في الجانب الشمالي وفي الجانب الجنوبي يستتمتع النقش المكتوب على الواجهات كالتالي: «1909 / مكاتب اتحاد الغاز والكهرباء/ محطة الكهرباء لتيجو».
هذه المحطة الأولى كان مخططها لتعمل مابين عام 1908 وعام 1914 حتى أن تستطع مجموعة CRGE ان تحصل على التصريحات اللازمة لتقوم بإنشاء محطة باكبر قدرة وإمكانية. ومع وقوع الحرب العالمية الأولى في هذه السنة الأخيرة جعل تنفيذ المشروع يتوقف ثم يعود إلى حيز التنفيذ في عام 1921.إنتاج وتوزيع الكهرباء كان يحدث في ظل ظروف صعبة، منها جوانب أخرى، سواء من جانب الوقود أو من جانب استخدام غلايات ذات كفائة سيئة وحدوث اخطاء عديدة هذا كله آخر من وتيرة التنمية والتطوير في الكهرباء داخل المدينة. وبالرغم من كل هذة العقبات فإن مشروع بناء الغلايات ذات الضغط المنخفض استمر، وفي نهاية عام 1916 بدأت المحطة في استقبال البخار من أول الغلايات ذات الضغط المنخفض المثبتة في المبنى الجديد الذي لم يكتمل بعد ولكن كان من الممكن العمل بهذه الإمكانيات لتزويد الطاقة للمولدات الموجودة حين ذاك.
وعندما اكتمل وتشغيل بناء مبنى الضغط المنخفض في عام 1921 ، تم توقيف نشاط محطة تيجو الأولى وتم تحويلها إلى وروش ومخازن. وبعد مرور بعض الوقت تم تبديل بعض الورش لبناء مبنى الضغط العالي ومنشآت هذة المحطة الأولى تم هدمها عام 1938 ولم يتبقى منها شئ.

## محطة تيجو الحديثة
الاحتياج لبناء محطة جديدة كان لسد ضروريات الاستهلاك المتزايد للكهرباء وكان كذلك لرقة حالة منشآت محطة تيجو البدائية. وفي عام 1914 بدأ بناء مباني جديدة وتثبيت محركات بقدرة أكبر كان بمثابة مرحلة من التطوير والتنتمية وانتهت هذة المرحلة بتثبيت آخر غلاية رقم 15 في عام 1951.
وبشكل عام يمكننا ان نلخص أهم مراحل الإنشاءات في مايلي:
-أول مرحلة بين عام 1914 وعام 1930 كانت تمثل تدشين مبنى ومحركات الضغط المنخفض عندما ضم المبنى لغرفة لغلايات الضغط المنخفض وغرفة للمحركات.
ـ المرحلة الثانية كانت بين عام 1938 و1951 وكانت تمثل تدشين وبناء إنتاج الضغط العالي. في نهاية هذة المرحلة، البناء المعماري مازال بنفس الشكل حتى الآن ولم يتغير وبارزا في مايتعلق للمجموعة، مبنى غلايات الضغط العالي.
الضغط المنخفض
مع بناء مبنى غلايات الضغط المنخفض والغرفة الجديدة للمحركات ومحطة تيجو بدأت في تغير منهج الإنتاجية وكذا في الشكل المعماري باستخدام الطوب في الجوانب الواضحة في كل المنشآت الصناعية.
من جديد في هذه المرحلة من الضغط المنخفض ممكن تحديد ثلاث مراحل مختلفة في البناء:
ـ المرحلة الأولى بين عام 1914 وعام 1921 وكانت تمثل بداية بناء مبنى الغلايات وتوزيع الفحم وغرفة المحركات.
ـ المرحلة الثانية بين عام 1924 وعام 1928 وكانت تمثل في التوسيع الاولي ببناء هيكل المصنع وتثبيت غلايات جديدة وموزع جديد للفحم إضافة لما كان وأيضا تزويد مولد جديد ومواسير التبريد وغيرها من الانابيب.
ـ واخيرا المرحلة الثالثة ما بين عام 1928 وعام 1930 حيث تمت آخر تعديلات وتوسعات في غرفة الغلايات بشراء افران بابعاد أكبر من السابقة وتدشين غرفة المحركات.
المرحلة الأولى (1914-1921)
بناء مباني الضغط المنخفض والمحركات بدأ في عام 1914. والمشروع كان يضم أكثر من هيكل للمحطة: مركبين بشكل طولي مغطيتين بغطائين وكل واحدة كانت تضم ست غلايات ذات الضغط المنخفض من نوع Bablock & Wilcox . غرفة للمحركات بقدرة تستوعب توربينتبن ألماني شركة الكهرباء العامة بقدرة 8 ميغا وات. . ومبنى للتحكم ومحطة فرعية ذات حجم صغير. الإنشاء بدأ في الجانب الشمالي وصولا إلى الجنوب ومن الجانب الشرقي إلى الغرب وإضافة إلى ذلك تم التخطيط بعدها لتوسيع المحطة حتى حيز نهر تيجو في الجنوب.
بعد بداية العمل في المشروع بمدة قليل بدأت الحرب العالمية الأولى وكانت سببا في تأخير في المواعيد المخطط لها وأيضا مشاكل استلام التوربينات من ألمانيا والتي ظلت مخزنة حتى نهاية الحرب. ورغم ذلك في عام 1916 تم تركيب أول غلايتين لضغط المنخفض (في المشروع كان مخصص لهم رقم 5 و 6) وذلك لإمداد المولدات في المحطة الأولى.
في خلال العامين التاليين تم تركيب غلايتين جدد (رقم 3 و 4) لتعملا مع 5 و 6 . وقد كانت قوة الغلايات أكبر من استيعاب المولدات القديمة في محطة تيجو الأولى. ولذلك فإن الشركة المالكة CRGE وجدت أنه لا غنى عن شراء توربينة جديدة لاضافتها الي المولدات التي تم طلبها منذ اعوام من شركة ألمانية ومازالت في المخازن ولذلك تم توسيع جزء من غرفة المحركات لاستيعاب هذا المولد الجديد. في عام 1919 بدأت تعمل التوربينة الجديدة من النوع السويسري Escher & Wyss بقوة 7500 كيلو وات.
في العام التالي تم تدشين الغلايات المتبقية رقم (1 و2) وبعد انتهاء الحرب تم استلام مجموعتي التوربينات من الشركة الألمانية شركة الكهرباء العامة، بدأت في العمل عام 1921 مع التثبيت الدائم ل6 غلايات وثلاث مجموعات من المولدات. واستقر الإنتاج وقتها وكان من الممكن تفكيك المعدات القديمة في محطة جونكيرا.
المرحلة الثانية (1924-1928)
تدريجيا وبعد زيادة الاستهلاك كان لاغنى عن تنفيذ مشاريع جديدة ومهمة في المحطة لتوسيع وانهاء غرفة غلايات الضغط المنخفض. الخطة التي نفذتها CRGE شملت التوسيع ببناء مبنى صناعي جديد يستوعب ثلاث غلايات جديدة ذات الضغط المنخفض وشراء مولد طاقة جديد.
خلال عام 1922 اجريت داراسة حول تثبيت الغلايات رقم 7 و 9 وإمكانية تشغيلها بالفحم المطحون والتي اثبتت التجربة انها غير مثمرة. في الغلاية رقم 6 التجارب التي اجريت عليها لم تعطِ نتائج جيدة ومع ذلك فانه تم استخدام الفحم المطحون في الغلاية رقم 11.
الغرفة الجديدة للغلايات كما كانت معروفة بهذا الاسم توسعت نحو الجنوب في اتجاه نهر تيجو، بواجهة امامية لم تكتمل وتم وضع واجهة مؤقتة من الزنك وهيكل معدني بنفس نظام النوافذ في الجانب الآخر لأنه كان من المفترض توسيع وتطوير المرحلة الثالثة والاخيرة في غرفة الضغط المنخفض. الغلاية رقم 7 و 9 من نوع شركة بابكوك ويلكوكس كانوا أول الغلايات التي ثبتت في هذة المساحة الجديدة وبين عام 1924 و1925 .تم تثبيت الغلاية رقم 11 من نوع همبولت تحديدا في عام 1928 وبما أنها كانت تعمل بالفحم المطحون فكان مخصص لها مطحنة خاصة.
غرف المحركات لم تخضع لتعديلات في حجمها ولكن بداخلها تم إضافة مجموعة من المولدات بقوة 8 ميغا وات في عام 1925 رقم 4 من نوع Stal-Asea وأيضا تم إنشاء قنوات وحوضين في دوائر التبريد الجديدة والتي كان يمر بها المياة من النهر إلى داخل المحطة.
المرحلة الثالثة (1928-1930)
في الفترة الاولي من المرحلة الثالثة في محطة تيجو تم تنفذ المباني الصناعية (سواء كان في غرف الغلايات أو في غرف المحركات) وفي عام 1928 وهو نفس العام الذي ثبتت فية الغلاية رقم 11.اتخذ قرار بالتوسع وشراء آخر غلايتين ضغط منخفض 8 و 10 من نوع شركة بابكوك ويلكوكس بسبب تأخر تركيب الغلاية من نوع همبولت وبهذا وفي اواخر عام 1930 تم تركيب الغلاية بشكل نهائي.
الهيئة الجديدة للمصنع استمرت بنفس الخط في جماليتها للهياكل القديمة مع تعديلات وتوسوعات أكبر. وقد تم ازالة الواجهة المؤقتة من الزنك وبعد ذلك تم بناء المبنى في اتجاه النهر وتم كسب الواجهة الثابتة والتي مازالت موجودة حتى الآن.
اما بخصوص غرفة المحركات فأيضا كان من الضروري هدم الواجهة الجنوبية الموجودة للتوسع في مساحة المحطة في اتجاه نهر تيجو وكذلك غرفة الغلايات حتى يمكن استيعاب المولدات الجديدة من نوع Escher Wiss/Thompson (والذي عين في تسلسل الاستعمال رقم 5). وأيضا خلق مساحة في الطابق الأسفل لتفريغ وصيانة التوربينات والمولدات والمواد المختلفة. زيادة قوة المحركات دفع في نفس الوقت إلى توسعات خاصة بالمياة والمبردات وتم بناء حوضين جديدين، واحد لاستقبال المياة والاخر لتوزيعها وبهذا فقد تم تثبيت اربع احواض في المجموع.
بعد مرور خمسة عشر عاما من الإنشاءات والتوسعات، اكتملت محطة تيجو وهي في مرحلة الضغط المنخفض ب ثلاث قطاعات كبيرة صناعية: غلايات، محركات، ومحطة فرعية موازيين للنهر. غرفة الغلايات كانت مكونة من اربع صحن كبيرة صناعية وكانت بداخلها مساحة كبيرة تستوعب 11 غلاية ضغط منخفض، عشرة منها من نوع شركة بابكوك ويلكوكس (صناعة بريطانية) وغلاية واحدة من نوع همبولت (ألماني). غرفة المحركات هي مساحة طويلة ومفتوحة عمودية مع غرفة الغلايات تستوعب خمسة مجموعات من المولدات مختلفة في القوة والنوع: Escher & Wiss, AEG, Stal-Asea y Escher Wiss/Thompson
الضغط العالي
بين عام 1930 و1938 استمر العمل بالضغط المنخفض وقد تمت العديد من التوسعات ومنشآت بهدف زيادة مقدرة محطة تيجو للتمكن من سد الاستهلاك بإنتاجية أكبر مما دعى إلى إنشاء مبنى جديد.
هذا المبنى الجديد تم تحديد موقعه في مكان المحطة الأولى ليتيجو رغم انهه مكان للورش والمخازن. وقبل ان يتم هدمهه كان من الضروري ضمان مكان آخر لهذه المهام التكميلية ولكن كان الأهم هو دور المحطة وعملها. ولهذا تم شراء أراضي ومباني شركة تكرير السكر سينا سوجر والتي كانت تابعة لشركة موزامبيق للسكر الموجودة في الجانب الشرقي من المحطة.
منذ بداية هذه الحقبة والتوربينات رقم 2 و 3 من نوع شركة الكهرباء العامة بدأت تظهرعليها مشاكل وعيوب متلاحقة، وفي عام 1934 تم طلب التصريح لشراء مولدين كهربائيين من نفس النوع ولكن بقوة مضاعفة. كان في نهاية عام 1935 عندما تم تثبيت التوربينة رقم 2 بدورها وأيضا في هذه الوقت تم الانتهاء من تركيب الماكينة الجديدة لتحويل القوة وهذا ما جعل من المحطة الفرعية لمحطة تيجو تمد منطقة لشبونة باكملها ومنطقة تيجو حتى سانتاري. وفي نهاية العام التالي تم أيضا تبديل وتثبيت مولد طاقة جديد رقم 3.
تم تثبيت وتركيب مولدات جديدة بقوة أكبر وكان ملزما البدأ في تثبيت اولى غلايات الضغط العالي رقم 12 و 13 و 14 حتى يمكن استخراج أكبر قوة بخارية منها للاستفادة من قوة ومقدرة مجموعة التوربينات مولد التيار المتردد. الغلايات تم شرائها مرة أخرى من مصنع شركة بابكوك ويلكوكس، وهذه التطورات والتعديلات جعلت من هذا المبنى أكبر بناء في مجموعة المنشآت الصناعية، مبنى الغلايات ذات الضغط العالي.
في عام 1938 بدأ هدم المتبقى من المحطة القديمة ليحل مكانها المساحة الصناعية الجديدة لمحطة تيجو. والمشاريع تمت بالتعاون مع شركات مختلفة: الخلط وزيادة نسبة الفحم تعاونت مع شركة Societé des Pieux Franki حيث بدأ العمل في ايلول من نفس العام. وبالنسبة للهياكل المعدنية وعمل الإنشاءات المدنية تم التعاون مع الشركة البرتغالية Vulcano & Colares, وبدأ العمل في بناء اساسات الغلايات عام 1939.
بني هذا المبنى الجديد واساساته كلها من الحديد، وبالنسبة للشكل الخارجي كان بنفس الخط المعماري لمبنى الضغط المنخفض فكان بالطوب في الواجهات المكشوفة. الاختلاف كان في الزخرفة في هذا المبنى على عكس المباني الأخرى في المحطة حيث أن لهذا المبنى خصائص جمالية كلاسيكية بطابع عصر النهضة.
في خلال الفترة التي تم فيها إنشاء مبنى الضغط العالي كان العمل أيضا مستمر في المبنى الجديد، بنسب جد منخفضة ومقصودة لمساعدي مبنى الضغط المنخفض لاستعاب محركات تصحيح ومعالجة المياة. هذا المبنى أيضا كان له دور في خلق مساحة في مبنى الغلايات ومستقبلا ستبنى غرفة مساعدي الضغط المرتفع. مساعدي الضغط المنخفض تم الانتهاء منها عام 1939 بالمبنى الرئيسي بجانب الغلاية رقم 8 ورقم 10 .
مرة أخرى الحرب، وهذة المرة كانت الحرب العالمية الثانية وسببت في تأخير تركيب وتجهيز مبنى الضغط العالي. الغلايات الثلاث مخططة لبدأ العمل في عام 1940 ولكن بدأت في العمل فقط في العام التالي عندما كانت مجهزة لذك. الغلاية رقم 12 في مارس والغلاية رقم 13 في الشهر التالي اما الغلاية رقم 14 فبدأت في أغسطس 1941.
الغلايات لم تستطع تحقيق الإنتاجية المطلوبة لانها كانت تعمل بالضغط المنخفض وكان من الضروري بناء مبنى فرعي للضغط العالي وضبط التوربينات. المبنى الفرعي ولد داخل غرفة غلايات الضغط المنخفض حيث كان من الضروري أيضا فك الغلايات رقم 1 و 2 في عام 1943. ومن جانب آخر تحويل التوربينات رقم 2 و 3 لنظام الضغط العالي كان معقدا لان طلب الشراء من المورد الألماني تأخر بسبب الحظر التجاري العام في اوربا بسبب الحرب العالمية الثانية.
أخيرا وصلت المواد والخامات في عام 1942 مما سمح ببدأ توليد الطاقة الكهربائية بنظام الضغط العالي في العام التالي. وفي عام 1943 الغلايات رقم 12 و 13 بدأت في تزويد التوربينات رقم 2 وفي عام 1944 بدأت الغلاية رقم 14 في تزويد التوربينة رقم 3 .
بسبب الحرب خلال فترة المنازعات، اسعار الفحم زادت بشكل كبير وقلت جودته. ولذلك فالتكاليف تضاعفت اربع مرات في خلال ست سنوات (من 1939 إلى 1945) ومن جانب آخر فتوليد الكهرباء أيضا زادت عاما بعد عام حتى عام 1950 ووصلت إلى رقم قياسي 52.200 كيلو وات و 216 ميليون كيلو وات من الإنتاج.
في عام 1948 وبسبب ارتفاع اسعار الفحم، الغلايات الثلاث تم تعديلها لإمكانية استخدام النفط خام مستخرج من البترول والذي كان في تلك الوقت ارخص من الفحم. وأيضا كان من الضروري إنشاء مخزن للوقود السائل بسعة 8000 متر مكعب وكان موقعه في ساحة الفحم.
الغلاية رقم 15
خلال عام 1944 ، خططت شركة CRGE تبديل المولدات والغلايات القديمة بمعدات معدلة ومتوافقة مع الظروف الوقت، ومستقبلا بمعدات أكثر حداثة، ولسبب زيادة استهلاك الكهرباء. هذا المشروع كان لتوسعات وتعديلات لإنشاء مركز إنتاج جديد أو إنشاء محطة جديدة للطاقة الحرارية. في نفس العام تمت الموافقة على قانون الكهرباء الوطنية والذي ادى إلى تحول في سياسة الطاقة البرتغالية. اعطي اولوية مطلقة للطرق الكهرومائية في توليد الطاقة هذا سبب في عدم الموافقة على مشروع إنشاء محطة توليد الطاقة الحرارية الجديدة لان المشروع كان غير متوافق مع القانون. ولكن بعد تقديم عدة مواد للحكومة تم الموافقة على المشروع عام 1948 والسماح لشركة CRGE ان تقوم بتطوير صغير في محطة تيجو والذي تجسد في شراء وتركيب غلاية جديدة، الغلاية رقم 15.
بعد شرائها مرة أخرى من شركة بابكوك ويلكوكس تم تركيبها بجانب الغلاية رقم 12 . ولتحقيق هذا التركيب تم هدم الواجهة القديمة ووضع الاسمنت في المساحة وبعد ذلك البناء، ودائما بنفس التقنية والجمالية، الهيكل المعدني واستخدام الطوب. المشروع بدأ في أوائل عام 1950 وفي اواسط عام 1951 تم الانتهاء منه وبدأت الغلاية الجديدة في العمل، في وقت كانت المحطة تعمل كمحطة احتياطية.
المثال في الغلاية رقم 15 قد تم شرائها معدلة أصليا لاستقبال الوقود السائل أو النفط اما في الغلايات الأخرى فقد تم تعديلها تدريجيا. وارضية الشبكات كانت باقل ارتفاع وطاولة التحكم أصبحت أكثر حداثة في تسجيل وقراءة معلومات تشغيل الغلاية. في رماد الفحم يوجد ثلاثة قواديس لتفجر الرماد والفحم (في الاخريات فقط ثلاثة) وأيضا تقدم ابعاد أكبر.
الدخول في شبكة الكهرباء الوطنية
قانون الكهرباء الوطنية اعطي اولوية مطلقة لتوليد الكهرباء عن طريق الطاقة الكهرومائية وأيضا توحيد الكهرباء في البلاد عن طريق شبكات النقل، لهذه الأسباب ومنذ عام 1950 تم تصنيف محطة تيجو على أنها محطة احتياطية وتحول دورها إلى دور ثانوي يساعد في قطاع الإنتاج الكهربائي.
في 21 من شهر ينايرعام 1951 كان الافتتاح الرسمي لمحطة كاستيلو دو بودي، وهي أول محطة كهرومائية كبيرة التي اسسها قانون الكهرباء الوطنية لتزويد أكبر مراكز الاستهلاك لمدينة لشبونة ومدينة بورتو بالكهرباء. ومن هذا الوقت ومحطة تيجو تحولت إلى محطة احتياطية تحد من نشاطها على مدار السنوات الجافة أو المعقدة بعد دعم الحكومة لخط الكهرباء الوطنية. واستمر في إنتاج الطاقة الكهربائية ولكن بشكل محدود باستخدام توربو وغلايتين ضغط عالي فقط.
خلال عام 1951 و1968 كانت المحطة تعمل باستثناء عام 1961. كان عام 1953 عاما صعبا بسب عدم توفر المياه، وكان من الضروري العمل خلال هذا العام في كثير من الأحيان بكل طاقتها الكلية لسد الطلبات ليس فقط لسد حاجاتها الإنتاجية ولكن أيضا لدعم الشبكة الوطنية. في هذه السنة (1960) أيضا تم فك كل معدات الضغط المنخفض.
آخر عمل للمحطة كان في 14 من شهر أغسطس عام 1972 وكان هذا مرتبط بحركة المعارضة ضد النظام الحاكم. في 9 من أغسطس حدثت افعال شغب في خطوط الكهرباء في لشبونة وأصبحت المدينة بدون طاقة كهربائة لمدة اسبوع وطلبت مساعدة من محطة تيجو لإنتاج الكهرباء لحل المشكل ولسد حاجة المدينة. وعاد مرة أخرى العمال القدماء، قد كان بعضهم في التقاعد، مع معارفهم وخبراتهم لتشغيل المحطة بالفحم ولآخر مرة تستخدم الغلاية رقم 15. واستطاعت ان تنتج 1.200.678 كيلو وات، قيمة متبقية تقابل فقط خمس جزء الحاجيات ليوم واحد من استهلاك لشبكة CRGE. ويبقى السجل لهذا اليوم الأخير للمحطة. انتهت نهائيا الضجيج والذبذبات التي شهدتها خلال عدة عقود أعمال هذه الشركة لطاقة الكهربائية.
تم اغلاق المحطة بشكل رسمي في عام 1975.

## متحف الكهرباء
بعد تأميم قطاع الكهرباء البرتغالي في عام 1975، تم دمج اصول شركة CRGE لشركة جديدة كونت عام 1976 - الطاقة الكهربائية البرتغالية EDP . وكان السؤال وقتها ما هو مصير محطة تيجو القديمة والتي تحتوي على عدد كبير من المعدات والمحركات في هيكلها والإجابة كانت واضحة. تحويلها إلى متحف للعلوم وفي نفس الوقت كأثر معماري صناعي .
في نفس العام الذي ضم فيه مبانى المحطة إلى الملكية العامة عام 1986 بدأت فرقة من مؤسسي متحف الكهرباء في العمل وفتحت ابوابه للعموم في عام 1990.
المعارض الدائمة للمتحف تسمح بالتعرف على تجربة وتاريخ وعمل محطة تيجو وكذلك أيضا التعرف على الجوانب المتعلقة بتطوير إنتاج الطاقة الكهربائية من أول اكتشافات حتى الطرق الحديثة في إنتاجها. المتحف أيضا يضم مركزا للوثائق ومكتبة متخصصة في مجال الكهرباء وعملية البحث والحفظ على مختلف معدات التي تتعلق بالكهرباء وهكذا تدمج دراسات تاريخية حول الكهرباء في البرتغال وجعل الذكريات والحقائق المرتبطة بها تستمر إلى الابد.
مابين عام 2001 و2005 تعرضت المحطة لاعمال ترميمية استجابة لحالتها الضعيفة الحفظ. تم تنظيف واجهاتها والداخل معززا هيكلها الحديدي واستبدلت مائات من الطوب وغير شكل المتحف كما هو ملحوظ في يومنا هذا، ويمكن زيارة ساحة اقدم محطة تيجو الذي هو الآن متحف الكهرباء.

## وصلات خارجية
- Wikienergia. Categoria Central Tejo